# نوح بن أسد
نوح بن أسد (المُتوفى عام 841/842) كان حاكمًا سامانيًّا لسمرقند، في الفترة الممتدة من 819 إلى 841. وكان ابن أسد.

## حياته
في عام 819، منح والي الخليفة المأمون على خراسان غسان بن عباد لنوح السلطة على مدينة سمرقند، مكافأةً لدعمه ضد المتمرد رافع بن الليث. في 839/840، استولى نوح على مدينة إسفيجاب، وبنى سورًا حولها لحماية المدينة من البدو الوثنيين الأتراك الذين يعيشون بالقرب من حدود الدولة السامانية. استمر نوح في حكم المدينة حتى وفاته في 841 أو 842. عندئذٍ عيَّن والي خراسان عبد الله، اثنين من إخوة نوح، يحيى وأحمد، ليحكموا سمرقند بشكل مشترك.